# Давіт Бенідзе
Давіт Бенідзе (нар. 15 лютого 1991) – грузинський шахіст, гросмейстер від 2013 року.

## Шахова кар'єра
Неодноразово представляв Грузію на чемпіонатах світу та Європи серед юніорів у різних вікових категоріях, завоювавши 4 медалі: золото (Херцег-Новий 2005 – ЧЄ до 14 років), срібло (Каллітея 2001 – ЧЄ до 10 років) і дві бронзові (Юргюп 2004 – ЧЄ до 14 років, Фермо 2009 – ЧЄ до 18 років). Був також представником Грузії на шаховій олімпіаді серед юніорів (до 16 років) в Аграх (2006), вигравши у командному заліку срібну медаль. 2010 року виборов у Цюриху бронзову медаль чемпіонату світу серед студентів.
Гросмейстерські норми виконав у таких роках: 2010 (Цюрих, чемпіонат світу серед студентів), 2011 (Машхад, поділив 1-місце разом із, зокрема, Сергієм Тівяковим, Євгеном Глейзеровим і Михайлом Улибіним) і 2013 (Денізлі).
До інших його успіхів до міжнародних турнірах належать: 
- поділив 2-ге місце в Едірне (2010),
- поділив 1-ше місце в Пловдиві (2012, меморіал Георгія Трингова, разом із зокрема, Кірілом Георгієвим та Іваном Чепаріновим),
- поділив 1-ше місце в Кахраманмараші (2013, разом із зокрема, Сергієм Азаровим і Петаром Геновим), посів 1-ше місце в Малатьї (2013),
- поділив 1-ше місце в Хатаї (2013, разом із зокрема, Шотою Азаладзе),
- поділив 1-ше місце в Бітлісі (2013, разом із зокрема, Георгієм Багатуровим).

Найвищий рейтинг Ело в кар'єрі мав станом на 1 березня 2012 року, досягнувши 2530 очок займав тоді 12-те місце серед грузинських шахістів.